# Carobia lanceoligera
Carobia lanceoligera är en ringmaskart som beskrevs av Voldemar Czerniavsky 1882. Carobia lanceoligera ingår i släktet Carobia och familjen Phyllodocidae. Inga underarter finns listade i Catalogue of Life.